# Saxifraga staintonii
Saxifraga staintonii är en stenbräckeväxtart som beskrevs av H. Sm.. Saxifraga staintonii ingår i Bräckesläktet som ingår i familjen stenbräckeväxter. Inga underarter finns listade i Catalogue of Life.